# Exloërkijl
Exloërkijl est un hameau dans la commune néerlandaise de Borger-Odoorn, dans la province de Drenthe.